# Новолатівська сільська територіальна громада
Новолатівська сільська територіальна громада — територіальна громада в Україні, в Криворізькому районі Дніпропетровської області. Адміністративний центр — село Новолатівка. До реформи 2020 року належала до Широківського району.
Площа громади — 278 км², населення — 2722 мешканці (2018).
Утворена 15 серпня 2016 року шляхом об'єднання Зеленобалківської і Новолатівської сільських рад Широківського району.
17 липня 2020 року, в результаті адміністративно-територіальної реформи та ліквідації Широківського району, громада увійшла до складу Криворізького району.

## Населені пункти
До складу громади входять 11 сіл:
- Зелена Балка
- Інгулець
- Курганка
- Латівка
- Макарівка
- Нове
- Новолатівка
- Новоселівка
- Стародобровільське
- Червоний Ранок
- Шведове